# V″jačeslav Tankovs'kyj
V″jačeslav Serhijovyč Tankovs'kyj (in ucraino В'ячеслав Сергійович Танковський?; Novomoskovs'k, 16 agosto 1995) è un calciatore ucraino, centrocampista del LNZ Čerkasy.

## Palmarès

### Club

#### Competizioni nazionali
- Coppa d'Ucraina: 2

Šachtar: 2016-2017, 2017-2018
- Campionato ucraino: 2

Šachtar: 2016-2017, 2017-2018
- Supercoppa d'Ucraina: 1

Šachtar: 2017